# Juongajaure
Juongajaure är en sjö i Jokkmokks kommun i Lappland och ingår i Luleälvens huvudavrinningsområde. Sjön har en area på 0,89 kvadratkilometer och ligger 361,1 meter över havet. Sjön avvattnas av vattendraget Pärlälven.

## Delavrinningsområde
Juongajaure ingår i det delavrinningsområde (739023-165139) som SMHI kallar för Utloppet av Juongajaure. Medelhöjden är 385 meter över havet och ytan är 10,92 kvadratkilometer. Räknas de 86 avrinningsområdena uppströms in blir den ackumulerade arean 1 871,11 kvadratkilometer. Pärlälven som avvattnar avrinningsområdet har biflödesordning 3, vilket innebär att vattnet flödar genom totalt 3 vattendrag innan det når havet efter 226 kilometer. Avrinningsområdet består mestadels av skog (66 procent) och sankmarker (18 procent). Avrinningsområdet har 1,17 kvadratkilometer vattenytor vilket ger det en sjöprocent på 10,7 procent.